# Nossa Senhora de Aires

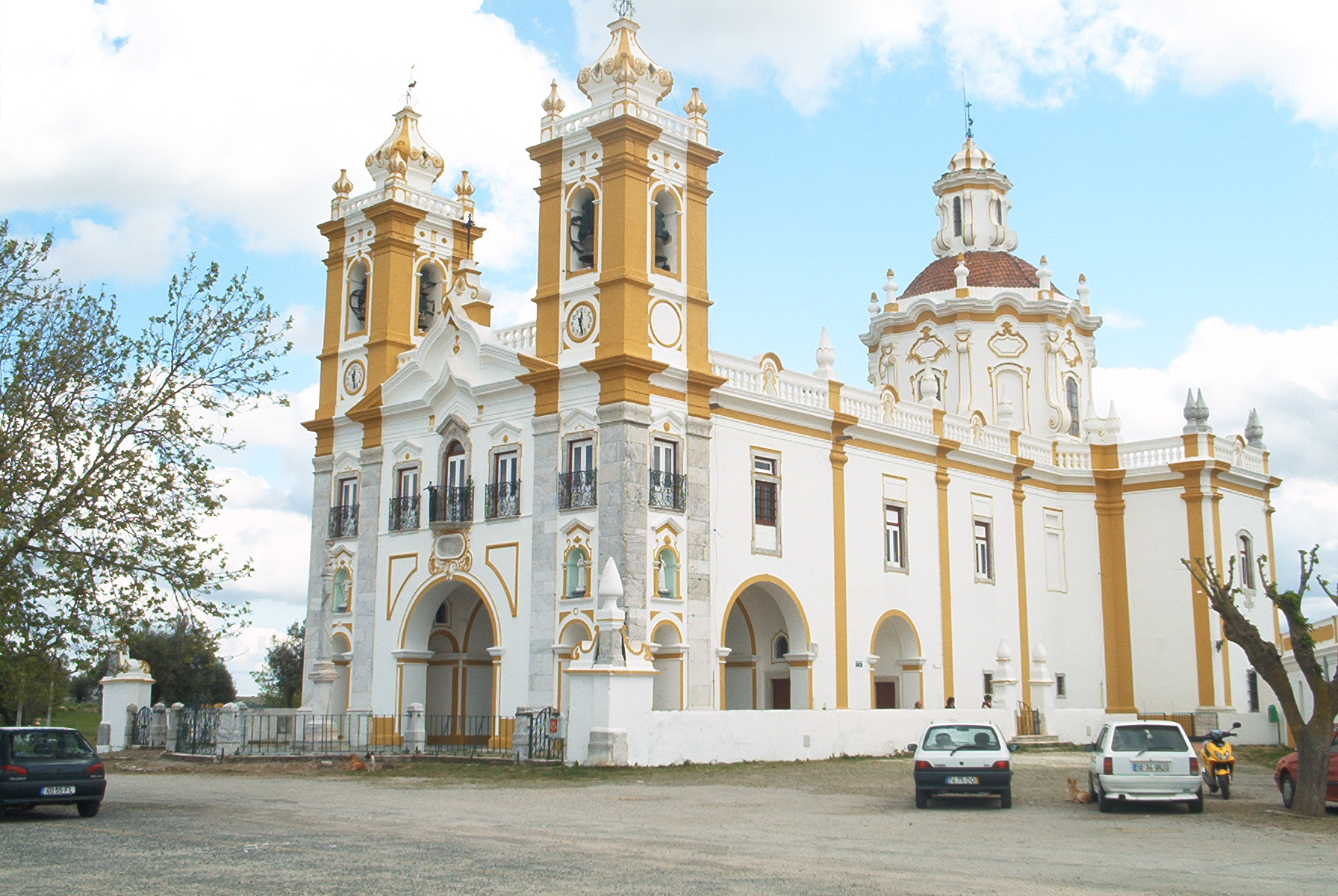
Santuário de Nossa Senhora d'Aires

O Santuário de Nossa Senhora d'Aires, também designada Igreja de Nossa Senhora de Aires, nos arredores de Viana do Alentejo, é uma obra do século XVIII, podendo ser considerado um dos conjuntos mais interessantes e de maior visibilidade do barroco alentejano.
O projecto do actual santuário, que substituiu o primitivo, foi da autoria do padre arquitecto João Baptista da Congregação do Oratório de Estremoz que o desenvolveu entre 1743 e 1760, tendo as obras decorrido até 1792.
A ampliação setencentista do templo foi mandada fazer por um grupo de 13 devotos de Évora da Confraria de Nossa Senhora de Aires e derivou quer da grande afluência de peregrinos que se iniciara no século XVI como da intenção de demonstrar a importância da dita Confraria.
É um lugar de manifestação de fé e de peregrinações católicas provenientes de todo o Alentejo, sendo constituido, para além do santuário e dependências anexas, da Fonte de Nossa Senhora d'Aires situada no Terreiro dos Peregrinos e ainda de casas para romeiros.
O Santuário de Nossa Senhora de Aires está classificado desde 2012 como Monumento Nacional.

## Descrição
O templo apresenta uma fachada com influência manifesta do Convento de Mafra, tanto ao nível do nartex, como das torres sineiras que o ladeiam. É interessante o desenho do frontão e das janelas do primeiro piso, que lhe dão um carácter de arquitectura civil. Toda a zona superior do edifício é coroada por balaustrada, pontuada por pináculos.

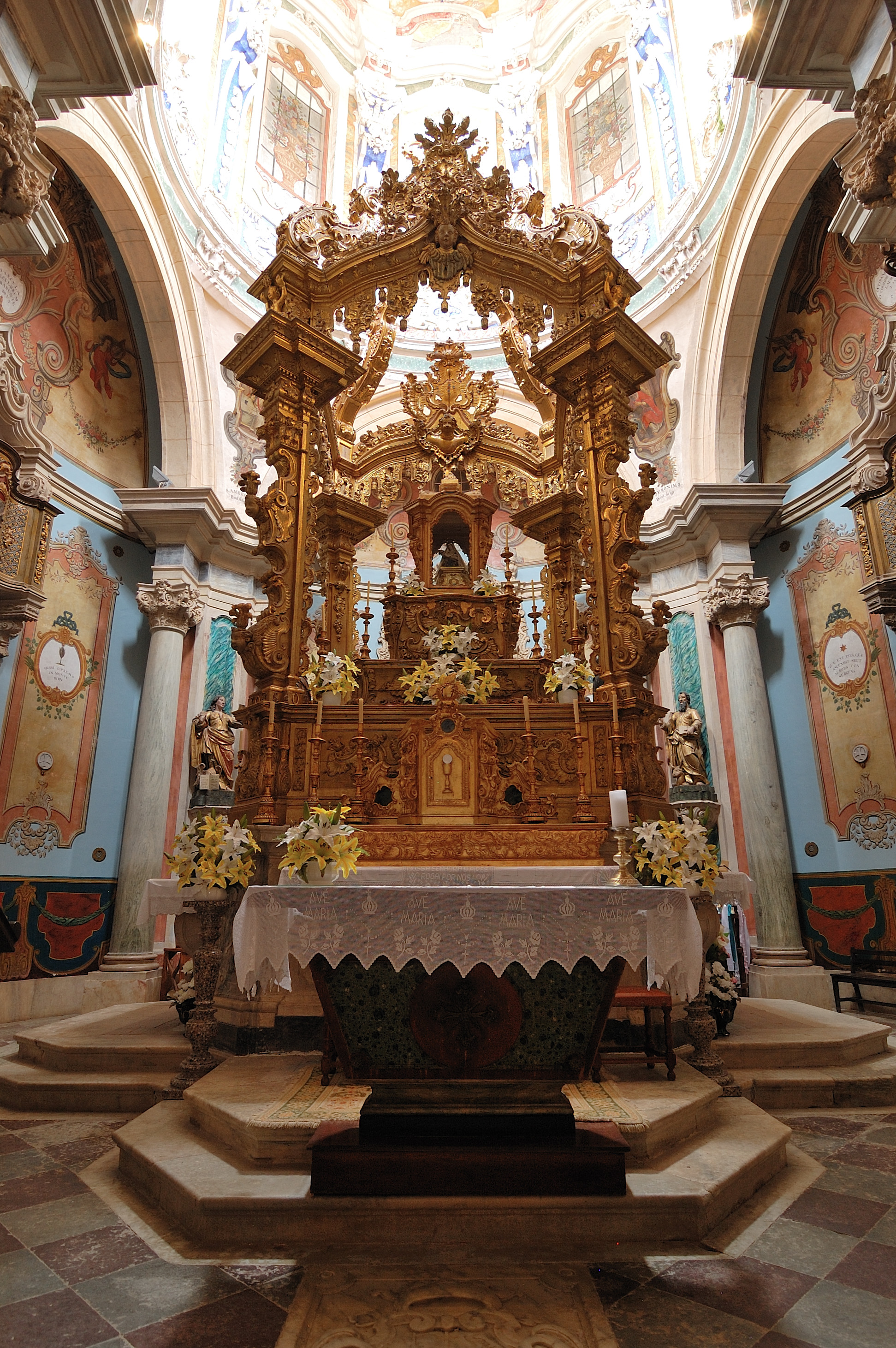
Altar-mor e Baldaquino

No interior da Igreja, o elemento que mais se destaca pela imponência e aparato é o enorme baldaquino de talha dourada que funciona como capela-mor circular e que cobre num resguardo envidraçado a imagem de Nossa Senhora d'Aires, em pedra de ançã policromada, dos finais do século XV, ou inícios do seguinte. Comparável em termos de dimensões só existe um outro baldaquino em Portugal na Igreja de São Vicente de Fora. O autor do baldaquino foi o mestre entalhador eborense João de Almeida Negrão que a Confraria de Nossa Senhora de Aires contratou em 1757.
A imagem de Nossa Senhora d'Aires, representando a Virgem da Piedade, será provavelmente proveniente do Convento das Religiosas de S. Francisco de Viana do Alentejo, convento este que foi abandonado em 1544.

## História
A romaria de Nossa Senhora d'Aires, em Viana do Alentejo, distrito e arquidiocese de Évora, remonta a 1748, quando se iniciou o culto mariano deste local situado nas imediações da vila de Viana do Alentejo. Tudo terá nascido de um voto feito por alguns comerciantes (devido a uma epidemia que então grassava na região). Uma vez atendido o voto, de imediato se iniciou a construção do imponente santuário que hoje é o palco desta romaria.

## Feira de Nossa Senhora d'Aires
A romaria principal  é mais propriamente uma feira, com origem no alvará de D. José, datado de 27 de Setembro de 1751, que autorizou a realização de uma feira franca nesta local. A feira/romaria ocorre no quarto domingo de Setembro, quando se faz uma pequena procissão com a imagem da Virgem em redor do templo (onde se encontram inúmeros ex-votos).

## Romaria a cavalo
A romaria a cavalo tem como objectivo a recuperação de uma tradição abandonada há cerca de 70 anos, quando os lavradores e agricultores se deslocavam com os seus animais ao Santuário de N. Sr.ª d'Aires para pedir protecção para o gado e boas colheitas.
A Romaria a Cavalo realiza-se, no quarto fim-de-semana de Abril, entre a Igreja de Nossa Senhora da Boa Viagem, na Moita do Ribatejo, e o Santuário de Nossa Senhora D’Aires, em Viana do Alentejo. A romaria é realizada pela antiga canada real, conhecida, igualmente, pela estrada dos espanhóis e que perfaz um total de 120 km. Esta romaria tem um carácter religioso associado, sendo a Virgem transportada na romaria.
Na primeira edição, em 2001, a romaria contou com a participação de cerca de 200 romeiros.